# 1911-es Tour de France
Az 1911-es Tour de France a francia kerékpárverseny 9. kiírása. 1911. július 2-án kezdődött, Párizs-ból indult a mezőny és július 30-án ért véget, szintén Párizsban. A 15 szakaszból álló verseny átlépte az 5 000 kilométeres hosszúságot, 5 344 volt az össztáv. A pontrendszer változatlan maradt, a szakaszokon a beérkezési sorrendben kapták a versenyzők a pontokat. Első-egy, második-kettő harmadik-három stb. pont. A kilencedik és tizennegyedik szakasz után újraszámolták az eredményeket. Három előző évekbeli győztes is indult Lucien Petit-Breton, Octave Lapiz és François Faber. Petit-Breton már az első szakaszon, Lapiz pedig a negyediken adta fel a versenyt. Faber, Gustave Garrigou és az újonc Paul Duboc között folyt a küzdelem. A harmadik szakaszban Faber megszökött a mezőnytől és több mint 200 kilométert tett meg egyedül, egy ellenőrző pont kihagyásáért 2 és fél percet levontak tőle, mégis 17 perces előnnyel megnyerte a szakaszt. Ugyanitt Emile Georget-et aki szintén esélyes volt, elütötte egy autó és szakadékba is esett, a verseny végén ezek ellenére harmadik lett. Az Alpokban a jó hegyi menő Garrigou jobb helyen végzett mint Faber, és átvette a vezetést. A hatodik szakaszt, ahol kisebb hegyek voltak, megint megszökött Faber és 260 kilométeren egyedül vezetve nyert. A kilencedik szakaszon azonban csak a huszadikként ért célba, ezzel elveszítve győzelmi esélyét, és a tizenkettedik részen feladta a versenyt.
A tizedik szakaszt Maurice Brocco nyerte, de egy korábbi csalása miatt megfosztották a győzelemtől és kizárták. Ekkor Bavonne és a kétszeres szakaszgyőztes Paul Duboc étel mérgezéstől szenvedett, és csak a huszonegyedik helyen végzett, bár két szakaszt még megnyert, nem volt már esélye a végső győzelemre. Gustave Garrigout testőr kísérte az utolsó szakaszokon, mert életveszélyesen megfenyegették.

## Szakaszok
| Szakasz | Időpont   | Végpontok           | Jellege       | Hossz (km) | Szakaszgyőztes           | Összetett első         |
| ------- | --------- | ------------------- | ------------- | ---------- | ------------------------ | ---------------------- |
| 1       | július 2  | Párizs–Dunkerque    | Sík szakasz   | 351        | Gustave Garrigou (FRA)   | Gustave Garrigou (FRA) |
| 2       | július 4  | Dunkerque–Longwy    | Sík szakasz   | 388        | Jules Masselis (BEL)     | Jules Masselis (BEL)   |
| 3       | július 6  | Longwy–Belfort      | Hegyi szakasz | 331        | François Faber (LUX)     | François Faber (LUX)   |
| 4       | július 8  | Belfort–Chamonix    | Hegyi szakasz | 344        | Charles Crupelandt (FRA) | Gustave Garrigou (FRA) |
| 5       | július 10 | Chamonix–Grenoble   | Hegyi szakasz | 366        | Emile Georget (FRA)      | Gustave Garrigou (FRA) |
| 6       | július 12 | Grenoble–Nizza      | Hegyi szakasz | 348        | François Faber (LUX)     | Gustave Garrigou (FRA) |
| 7       | július 14 | Nizza–Marseille     | Hegyi szakasz | 334        | Charles Crupelandt (FRA) | Gustave Garrigou (FRA) |
| 8       | július 16 | Marseille–Perpignan | Sík szakasz   | 335        | Paul Duboc (FRA)         | Gustave Garrigou (FRA) |
| 9       | július 18 | Perpignan–Luchon    | Hegyi szakasz | 289        | Paul Duboc (FRA)         | Gustave Garrigou (FRA) |
| 10      | július 20 | Luchon–Bayonne      | Hegyi szakasz | 326        | Maurice Brocco (FRA)     | Gustave Garrigou (FRA) |
| 11      | július 22 | Bayonne–La Rochelle | Sík szakasz   | 379        | Paul Duboc (FRA)         | Gustave Garrigou (FRA) |
| 12      | július 23 | La Rochelle–Brest   | Sík szakasz   | 470        | Marcel Godivier (FRA)    | Gustave Garrigou (FRA) |
| 13      | július 26 | Brest–Cherbourg     | Sík szakasz   | 405        | Gustave Garrigou (FRA)   | Gustave Garrigou (FRA) |
| 14      | július 28 | Cherbourg–Le Havre  | Sík szakasz   | 361        | Paul Duboc (FRA)         | Gustave Garrigou (FRA) |
| 15      | július 30 | Le Havre–Párizs     | Sík szakasz   | 317        | Marcel Godivier (FRA)    | Gustave Garrigou (FRA) |

## Összetett eredmények
| 1                      | Gustave Garrigou (FRA)   | Alcyon       | 43  |
| 2                      | Paul Duboc (FRA)         | La Française | 61  |
| 3                      | Emile Georget (FRA)      | La Française | 84  |
| 4                      | Charles Crupelandt (FRA) | La Française | 109 |
| 5                      | Louis Heusghem (BEL)     | Alcyon       | 135 |
| 6                      | Marcel Godivier (FRA)    | La Française | 141 |
| 7                      | Charles Cruchon (FRA)    | La Française | 145 |
| 8                      | Ernest Paul (FRA)        | Alcyon       | 153 |
| 9                      | Albert Dupont (BEL)      | Le Globe     | 158 |
| 10                     | Henri Devroye (BEL)      | Le Globe     | 171 |
| 84 índúló 26 célba érő |                          |              |     |

## Hegyi befutó
| Szakasz | Hegy             | Magasság | Versenyző                | Ország    |
| ------- | ---------------- | -------- | ------------------------ | --------- |
| 3       | Ballon d'Alsace  | 1178     | Francois Faber           | Luxemburg |
| 4       | Faucille         | 1323     | Maurice Brocco           | Francia   |
| 5       | Aravis           | 1498     | Paul Duboc Emile Georget | Francia   |
| 5       | Télégraphe       | 1670     | Emile Georget            | Francia   |
| 5       | Lautaret         | 2058     | Emile Georget            | Francia   |
| 5       | Galibier         | 2556     | Emile Georget            | Francia   |
| 6       | Ĉote de Laffrey  | 900      | Paul Duboc               | Francia   |
| 6       | Col Bayard       | 1246     | Francois Faber           | Luxemburg |
| 6       | Allos            | 2250     | Francois Faber           | Luxemburg |
| 7       | Col de Castillon | 706      | csoportos                |           |
| 7       | Col de Braus     | 1002     | Emile Georget            | Francia   |
| 9       | Portet d'Aspet   | 1069     | Paul Duboc               | Francia   |
| 10      | Peyresourde      | 1569     | Paul Duboc               | Francia   |
| 10      | Aspin            | 2115     | Paul Duboc               | Francia   |
| 10      | Tourmalet        | 2115     | Paul Duboc               | Francia   |
| 10      | Aubisque         | 1709     | Maurice Brocco           | Francia   |